# Калвола (Тренто)
Калвола је насеље у Италији у округу Тренто, региону Трентино-Јужни Тирол.
Према процени из 2011. у насељу је живело 76 становника. Насеље се налази на надморској висини од 608 м.